# Oberheim Electronics
Oberheim Electronics é uma empresa norte-americana, fundada em 1969 por Tom Oberheim, que fabrica instrumentos musicais eletrônicos, como sintetizadores, teclados e baterias eletrônicas.
A empresa vendeu muitos produtos durante a década de 1970, como sequenciadores e sintetizadores vocais. Na década de 1980, a Oberheim faliu e foi comprada por um grupo de advogados, no qual mudaram o nome da empresa para Oberheim ECC.